# 包科尼科普帕尼
包科尼科普帕尼（匈牙利語：Bakonykoppány）是匈牙利维斯普雷姆州帕波区所辖的一个村，与帕波相距20公里，总面积6.83平方公里，总人口188，人口密度27.5人/平方公里（2010年1月1日）。